# Playdurizm
Playdurizm è un film ceco del 2020, scritto, diretto ed interpretato da Gem Deger.

## Distribuzione
Il film è stato presentato nel 2020 in Svizzera al Lausanne Underground Film & Music Festival.
In Brasile, è uscito nel 2021 su Fantaspoa, ed è stato anche selezionato per essere mostrato su Cinefantasy.

## Riconoscimenti
- 2020 - Lausanne Underground Film & Music Festival
  - Miglior film
- 2021 - Atlanta Underground Film Festival
  - Miglior film drammatico straniero
- 2021 - Calgary Underground Film Festival
  - Premio della Giuria al miglior film
- 2021 - Fantaspoa International Fantastic Film Festival
  - Nomination Miglior film
- 2021 - Seattle Film Festival
  - Miglior regia
  - Miglior montaggio
  - Miglior film thriller